# Alipij (Popov)
Alipij (světským jménem: Alexandr Alexandrovič Popov; * 1864, Kačalinskaja  – 18. března 1912, Tver) byl ruský duchovní Ruské pravoslavné církve, biskup starický a vikář tverské eparchie.

## Život
Narodil se roku 1864 ve stanici Kačalinskaja v Oblasti Donského vojska v rodině psalomščika.
Navštěvoval Usť-Medvědické duchovní učiliště. Poté studoval na Donském duchovním semináři. Stal se psalomščikem Trojického chrámu stanice Filonovskaja. Dne 27. července 1886 byl rukopoložen na diákona a 1. srpna arcibiskupem donským Mitrofanem (Vicinským) na jereje. Po kněžském svěcení byl jmenován do služby v Pokrovském chrámu v osadě Danilovka.
Roku 1892 ovdověl a byl přijat ke studiu na Moskevské duchovní akademii. Během studia přijal mnišský postřih. Studium dokončil roku 1896 s titulem kandidát bohosloví. Byl jmenován inspektorem a profesorem na Kutaiského duchovního semináře. Následující rok byl převeden do Tomského duchovního semináře. Roku 1898 byl povýšen na archimandritu a jmenován rektorem Irkutského duchovního semináře.
Od roku 1901 byl rektorem Smolenského duchovního semináře. Působil také jako představený monastýru svatého Jana Předchůdce v Astrachani a Zlatoustovského monastýru v Moskvě. Dne 21. prosince 1909 přijal biskupské svěcení s titulem biskupa starického a vikáře tverské eparchie.
Aktivně se podílel na účasti monarchistických organizacích a byl předsedou Ruského národního svazu archanděla Michaela. Podle metropolity Manuila (Lemeševského) byl vynikajícím kazatelem a znalcem hudby.
Zemřel 18. března 1912 ve Tveru. Pohřben byl v  monastýru Otroč.